# زیبا در لباس صورتی
زیبا در لباس صورتی (به انگلیسی: Pretty in Pink) فیلمی محصول سال ۱۹۸۶ و به کارگردانی هاوارد دویچ است. در این فیلم بازیگرانی همچون مالی رینگوالد، هری دین استنتون، جان کرایر، آنی پاتس، جیمز اسپیدر، اندرو مک‌کارتی، کیت ورنن، اندرو دایس کلی، کریستی سوانسون، جینا گرشان، مارگارت کالین و مگی روزول ایفای نقش کرده‌اند.